# Washingtoni egyezmény
A washingtoni egyezmény vagy más néven CITES (Convention on International Trade in Endangered Species of Wild Fauna and Flora – Egyezmény a veszélyeztetett vadon élő állat- és növényfajok nemzetközi kereskedelméről) nemzetközi kormányközi egyezmény, amelyet azért hoztak létre, hogy a vadon élő növények és állatok egyedeivel folytatott nemzetközi kereskedelem ne veszélyeztesse fennmaradásukat.

## Tartalma
Az egyezmény célja, hogy ellenőrzött keretek közé szorítsa a nemzetközi állat- és növénykereskedelmet.
Két listát határoz meg:
- 1. lista: különösen veszélyeztetett fajok;
- 2. lista: veszélyeztetett fajok.

Az ezeken szereplő fajok példányai csak az exportáló és a fogadó országok igazgatási hatóságainak engedélyével kerülhetnek kereskedelmi forgalomba. Bejelentési kötelezettség alá esik az 1. listán szereplő fajok tartása is.
Az egyezmény vonatkozik 
- az élő példányokra
- a preparátumokra
- a belőlük készülő dísztárgyakra, használati eszközökre, de akár porrá őrölt részeire is.

A két lista nem állandó, a fajok veszélyeztetettsége alapján változik.

## Története
1973. március 3-án kötötték Washingtonban a Természetvédelmi Világszövetség (IUCN) találkozóján. Magyarország 1985-ben írta alá; az egyezmény betartásáért a Földművelésügyi Minisztérium a felelős.
A Washingtoni egyezményt 1973 márciusában fogadták el, 1975 júliusában lépett hatályba és Magyarország 1985-ben csatlakozott hozzá. Célja, hogy ellenőrzése alá vonja a veszélyeztetett fajok kereskedelmét, és ezáltal megakadályozza, hogy állat- és növényfajok ezrei a kipusztulás szélére jussanak. A Washingtoni Egyezmény Titkársága a svájci Genfben működik. A világméretű megállapodásnak ma már 183 részes fele van, köztük az Európai Unió, és közel 35 ezer faj kereskedelmét szabályozza, illetve esetenként tiltja
Az illegális állat- és növénykereskedelem jövedelmezőségét mi sem bizonyítja jobban, mint az, hogy a kábítószer-kereskedelem, emberkereskedelem és fegyvercsempészet után az egyik legjövedelmezőbb illegális tevékenység, ugyanakkor a kábítószer kereskedelemmel, emberkereskedelemmel és fegyvercsempészettel ellentétben a büntetés mértéke általában jelentősen kisebb mértékű. Emiatt az állatok és növények illegális kereskedelme hatalmas üzletággá fejlődött és sokszor a kábítószer, ember és fegyverkereskedők szervezett hálózatán keresztül, vagy ahhoz hasonló csatornákon bonyolódik.
A nemzetközi kereskedelemben mind az élő állatok és növények, mind pedig azok részei, származékai (pl: elefántcsont, pézsmaszarvas pézsmamirigy váladéka, kaviár, hüllőbőrből készült táskák stb.) előfordulnak, ezért a CITES hatálya alá tartozó fajok vonatkozásában azok – néhány speciális kivételtől eltekintve – minden felismerhető részére és származékára is kiterjesztette a védelmet. Erre azért volt szükség, mert a legtöbb esetben a fajokat nemcsak élő példányaik befogása, begyűjtése, hanem részeivel, illetve a belőlük készített termékekkel folytatott világméretű kereskedelem is fenyegeti.
Az egyezmény hatálya alá közel 35 000 állat- és növényfaj tartozik, melyeket veszélyeztetettségük alapján az alábbi 3 függelékbe sorolták be:
- I. függelék: Azok a fajok szerepelnek itt, amelyek a nemzetközi kereskedelem káros hatásai miatt már a kipusztulás szélére kerültek. Közülük több fajnak már csak néhány tíz, vagy száz egyede él szabadon. Ezek legszigorúbban védettek, ezért az egyezmény kategorikusan tilt minden velük kapcsolatos kereskedelmi tevékenységet. Így csak természetvédelmi célból engedélyezhető befogásuk, vadászatuk, az élő állatok, részeik, származékaik, és a belőlük készített terméke, preparátumok exportja, importja és re-exportja.
- II. függelék: Az itt felsorolt fajok szintén veszélyeztetettek a nagyméretű kereskedelem miatt, de állományuk ma még nincs kritikus helyzetben. Ahhoz, hogy vadon élő állományuk hosszú távon fennmaradjon, az egyezmény szigorúan szabályozza a velük folytatott kereskedelmet. Ezek a fajok egy tudományos állományfelmérés alapján meghatározott éves mennyiség (export kvóta) erejéig, engedélyekkel, kereskedelmi forgalomba kerülhetnek.
- III. függelék: Ezen a függeléken olyan fajok szerepelnek, melyeknek egy adott országban élő állománya veszélyeztetett, de a helyi természetvédelem nem elég erős ahhoz, hogy a fajt a kereskedelem káros hatásaitól megvédje, ezért a védelemhez nemzetközi segítséget igényel.

Az Európai Unióhoz való csatlakozás változásokat hozott a magyar szabályozásban. A vadon élő állat- és növényfajok kereskedelmét az EU-ban tanácsi rendeletek szabályozzák, tekintettel arra, hogy az Európai Unió egyik célja közös kereskedelmi szabályokat tartalmazó belső piac kialakítása. Ezek a rendeletek a csatlakozással automatikusan hatályba léptek hazánkban is. Ezzel egyidejűleg a hazai végrehajtási rendelet azon paragrafusai, amelyek az uniós rendeletekkel lefedett szabályozást tartalmaznak, hatályukat vesztették.
Az EU szabályok egyik fő különbsége, hogy a függelékek helyett A, B, C, D mellékleteket használnak. „Az A-C mellékletek tartalmazzák a CITES I-III. függelékében szereplő összes, valamint számos, az Egyezmény hatálya alá nem tartozó fajt, amelyek kereskedelmét különböző okok miatt szabályozni kell (pl. az európai vadon élő élővilágra ökológiai veszélyt jelentő fajok, egyéb ritka, a kereskedelem által potenciálisan veszélyeztetett fajok stb.). A D melléklet azokat a nem CITES-es fajokat sorolja fel, amelyeknek a Közösségbe való behozatalát monitorozni kell annak érdekében, hogy hosszú távon biztosítható legyen azok fenntartható mértékű kereskedelme. Az így kapott információ alapján dönthető el, hogy szükség van-e bizonyos fajok magasabb védelmi kategóriába történő átsorolására”.
Az EU rendelete a mellékleteken belül számos ponton szigorítja egyes fajok, rendszertani kategóriák besorolását. Ez azt jelenti, hogy egyes, eredetileg a CITES II., illetve III. függelékében szereplő fajokat az A mellékletbe soroltak be, így ezekre is a legszigorúbban védett fajokra vonatkozó előírásokat kell alkalmazni. Ilyen pl. a böjti réce, a védett barna medve és vadgerle, vagy a hazánkban fokozottan védett hiúz, a farkas és a cigányréce, amelyek a CITES II., illetve III. függelékéből kerültek át az A mellékletbe.

## Külföldi vadászemlékek behozatala
Külföldi vadászutak során gyakran felmerül a kérdés, hogy milyen különböző engedélyekre van szükség, ahhoz hogy az elejtett vad trófeáját a vadász hazahozhassa. Gyakran előfordul, hogy a vadász már csak akkor teszi fel magában ezt a kérdést, amikor a vadat már elejtette, sőt esetenként még később, amikor a trófea már megérkezett a Liszt Ferenc repülőtérre. Ha a vadászok meg akarják magukat kímélni az engedélyezéssel és a vámolással összefüggő esetleges kellemetlenségektől, mindenképpen jó előre tájékozódjanak, hogy milyen engedélyekre lesz szükségük, illetve egyáltalán engedélyezhető-e az elejteni kívánt trófea behozatala.
„A védelemben részesülő fajok trófeájának behozatalát nemzetközi szintű, európai uniós és hazai jogszabályok egyaránt szabályozzák. Ezeknek a rendeleteknek, nemzetközi egyezményeknek a célja, hogy jogi keretet adjanak egyes vadfajok védelmének, és ezek végrehajtásán keresztül szerezzenek érvényt a természetvédelmi érdekeknek, biztosítsák a vadon élő állományok megőrzését, illetve kíméletes és hosszú távon fenntartható hasznosítását. A Közösségben a vadon élő állat- és növényfajok kereskedelmét rendeletek szabályozzák, amelyek a csatlakozás napjától kezdődően hazánkban is közvetlenül hatályosak. Ezek a jogszabályok gyakorlatilag a veszélyeztetett vadon élő állat- és növényfajok kereskedelméről szóló Washingtoni Egyezmény (CITES) előírásait ültetik át a közösségi jogrendbe, azonban annál bizonyos pontokon szigorúbb, részletesebb és sajnos bonyolultabb szabályozást tartalmaznak”

## Tenyészetből származó egyedek
A CITES alapvető célja az egyes fajok természetben élő állományainak megőrzése. Ez egyúttal azt is jelenti, hogy állatok esetében tenyészetekből, növények esetében mesterséges szaporításból származó egyedekkel történő kereskedelmet nem tiltja, csak ellenőrzi. Az egyezmény alapján fogságban szaporított állatnak kizárólag a legalább második generációs (F2) fogságban, tehát ellenőrzött körülmények között született egyedek tekinthetők. Ez azt jelenti, hogy tenyésztettnek csak akkor lehet egy állatot tekinteni, ha annak már a szülei is fogságban születtek. Azt azonban, hogy egy adott egyed valóban ellenőrzött körülmények között született vagy jött létre, és valóban képes második generációs fogságban szaporított egyedek létrehozására, hitelt érdemlően bizonyítani kell. Ennek első lépése a tenyészetek nyilvántartásba vétele.
A fogságban szaporított példányok kereskedelmére az egyezmény bizonyos fokú mentességet biztosít. Az egyezmény kimondja, hogy az első függelékbe tartozó fajok igazoltan tenyészetből származó, második generációs egyedeivel kapcsolatban úgy kell eljárni, mintha azok a II. függelékbe tartoznának. Ez gyakorlatilag annyit jelent, hogy ezek a példányok forgalomba hozhatóak. I. függelékes fajok elsődlegesen kereskedelmi céllal azonban az erre a célra létrehozott, a CITES Nemzetközi Titkársága által nyilvántartásba vett és rendszeresen ellenőrzött tenyészetekből kerülhetnek kereskedelmi forgalomba.

## Információk és engedélyek
A CITES engedélyekkel kapcsolatosan kérdésekkel a Földművelésügyi Minisztérium, Biodiverzitás és Génmegőrzési Osztályához Archiválva 2009. február 12-i dátummal a Wayback Machine-ben lehet fordulni, illetve a vonatkozó anyagok a www.cites.hu honlapon megtalálhatók.